# Micaías

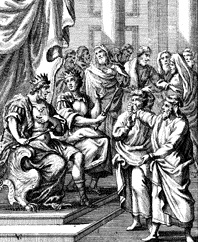
A profecia de Micaías. Xilogravura de Johann Christoph Weigel, 1695.

Micaías (em hebraico: מִיכָיְהוּ Mī ⁇ āyəhū "Quem é como Yah?"), filho de Inlá, é um profeta na Bíblia hebraica. Ele é um dos quatro discípulos de Elias e não pode ser confundido com Miquéias, profeta do Livro de Miquéias.

## Profecia
Os acontecimentos que levaram ao aparecimento de Micaías são ilustrados em 1 Reis 22:1–12. Em 1 Reis 22:1–4, Josafá, o rei de Judá, vai visitar o Rei de Israel (identificado mais tarde, em 1 Reis 22:20, como Acabe ), e pergunta-lhe se quer ir com ele tomar Ramote- Gileade, que estava sob o governo do rei da Síria. Josafá pede a Acabe: “Indaga primeiro a palavra do Senhor” (1 Reis 22:5). Acabe então visita seus profetas e pergunta se deve ir à batalha contra Ramote-Gileade. Os profetas responderam dizendo ao rei de Israel para ir para a batalha, afirmando que o Senhor (Adonai) entregaria Ramote-Gileade nas mãos do rei (1 Reis 22:6). Josafá pergunta se há outros profetas a quem consultar a palavra do Senhor (YHWH). Acabe menciona Micaías, filho de Inlá, mas expressa antipatia por ele porque suas profecias anteriores (1 Reis 20:13–43) não foram a favor dele (1 Reis 22:7–8). Um mensageiro é enviado para trazer Micaías ao rei para dar sua profecia. O mensageiro diz a Micaías para dar uma profecia favorável a Acabe (1 Reis 22:12–13).
Micaías responde ao mensageiro que falará tudo o que o Senhor lhe mandar (1 Reis 22:14). Quando aparece diante do rei de Israel e é questionado se Acabe deveria ir para a batalha em Ramote-Gileade, Micaías inicialmente responde com uma profecia semelhante à dos outros profetas de forma zombeteira (1 Reis 22:15b). Acabe então insiste que ele não fale nada além da verdade em nome do Senhor. Micaías então dá uma profecia verdadeira, na qual ilustra um encontro de Yahweh com as hostes celestiais. Neste momento, Yahweh pergunta quem convencerá Acabe a ir para a batalha para que ele morra (1 Reis 22:19–20). Um espírito se apresenta e se oferece para “ser um espírito mentiroso na boca dos profetas” (1 Reis 22:22). Desta forma, as profecias dos outros profetas foram resultado do espírito mentiroso. Zedequias, líder dos 400 profetas que falaram a favor de Acabe, ataca Micaías e afirma que Deus fala através dele. Como resultado da profecia de Micaías, Acabe ordenou que Micaías fosse aprisionado até que ele voltasse ileso da batalha (1 Reis 22:27).
Talvez preocupado com a profecia, Acabe disfarçou-se na batalha em vez de lidera rsuas tropas abertamente como seu rei. Todavia, Acabe foi morto em batalha após ser atingido por uma flecha disparada aleatoriamente. A profecia de Micaías foi cumprida, contrariamente à palavra de 400 falsos profetas, todos os quais encorajaram Acabe a atacar com uma previsão de vitória. Este relato também está registrado em 2 Crônicas, capítulo 18.

## Interpretação

### Interpretação rabínica
O Talmud Babilônico (b.Sanhedrin 89a) aceita que a cena ocorreu literalmente no céu . Contra isso, Judá Halevi ( Kuzari 3.73) considerou a "profecia" um exemplo da retórica do próprio profeta. Esta retórica fica clara pelo contraste da sintaxe usada para a adivinhação: “a palavra de YHVH” e “o espírito de YHVH” (2 Crônicas 18:23, 27). David Kimhi argumenta que "a profecia é verdadeira por definição", o espírito do Senhor é frequentemente representado como uma resposta irracional e emocionalmente diferente da palavra do Senhor e, seguindo Judah Halevi, também avalia criticamente que o próprio Micaías pode ter apresentado a cena vívida, usando dramatização poética para amedrontar e convencer Acabe - "não que ele tenha visto essas coisas, nem as tenha ouvido". "Em 1 Reis 22: 19-23, Radak adota uma estratégia mais ousada para evitar um dilema racional que nunca angustiava os rabinos. Nessa passagem, o profeta Micaías, respondendo aos falsos profetas de Acabe que previram o sucesso militar contra Aram, descreve uma visão de Deus enviando um "espírito mentiroso" para enganar o rei. Radak rejeita a visão rabínica (b. Sanh. 89 a) de que esta cena ocorreu no céu, argumentando que Deus não poderia ter enviado falsas profecias, uma vez que "a profecia é verdadeira por definição". Em vez disso, ele argumenta que Micaías realmente fabricou esta cena vívida, usando dramatização poética (divre meliza ... derekh haza'at devarim) para assustar e, assim, convencer Acabe."  Pseudo-Epifânio ("Opera", ii. 245) torna Miquéias um efraimita . Confundindo-o com Micaías, filho de Inlá (I Reis 22.8 e seguintes), ele afirma que Miquéias, por sua profecia infausta, foi morto por ordem de Acabe sendo jogado de um precipício e enterrado em Morathi (Maroth? ; Mic. i. 12), próximo ao cemitério de Enakim (Ένακεὶμ tradução da Septuaginta de; ib. i. 10). De acordo com "Gelilot Ereẓ Yisrael" (citado em "Seder ha-Dorot", i. 118, Varsóvia, 1889), Miquéias foi enterrado em Chesil, uma cidade no sul de Judá (Josh. Xv. 30).  A alma de Nabote era o espírito mentiroso que foi autorizado a enganar Acabe até a morte. 

### Interpretação acadêmica moderna
Micaías profetiza como se estivesse presente no encontro entre Yahweh e as hostes celestiais. Michael Coogan, de Harvard, comparou a profecia de Micaías com a de vários outros profetas, incluindo a visão de Isaías do Conselho Divino (Isaías 6:1–8).  Em Jeremias 23, Yahweh adverte contra falsas profecias. Todavia, Coogan argumentou que, ao contrário de Isaías 6 e Jeremias 23, em 1 Reis 22 as ações de Yahweh para permitir que fossem dadasfalsas profecias são deliberadas e intencionais. Parece que Yahweh tem um motivo oculto, que é a morte de Acabe na batalha de Ramote-Gileade. 
RWL Moberly, da Universidade de Durham, discutiu a profecia de Micaías em "Does God Lie to His Prophets? The Story of Micaiah ben Imlah as a Test Case" (Deus mente aos seus profetas? A história de Micaías ben Imlah como um caso de teste). Neste artigo Moberly discutiu a profecia hebraica como “linguagem relacional e envolvente que busca uma resposta”.  Moberly questionou a honestidade de Yahweh, particularmente em relação à integridade e ao conceito de amar e perdoar a Deus.  Ele sugeriu que, para os historiadores deuteronomistas que foram os compiladores do texto, a compaixão de Yahweh é transmitida através do desafio e do envolvimento da vontade humana para o arrependimento, mudança ou obstinação.  A dinâmica de dependência e a vontade do Senhor enraizada na presciência são reveladas em 1 Reis 21:27–29.

## Sala do trono celestial
A profecia é provavelmente o exemplo mais antigo na Bíblia Hebraica de uma representação de uma sala do trono celestial . Não está claro se a sala do trono celestial representa a crença do próprio Micaías ou uma representação dos profetas da corte de Acabe sem desacreditá-los inteiramente, como o profeta Zedequias, filho de Quenaana, que o agrediu após sua profecia não populista (1 Reis 22:24). O foco da voz do trono celestial está na preocupação com o povo, enquanto a resposta de Acabe, o rei terreno, é egocêntrica, reflete a diferença nas duas abordagens, uma característica da exemplificação pós-exílio nas escrituras.  